# سانتا کولوما دآندورا
سانتا کولوما دآندورا (به لاتین: Santa Coloma d'Andorra) یک شهرک در آندورا با جمعیت ۳٬۰۴۰ نفر است که در ۲ کیلومتری آندورا لاولا واقع شده‌است.